# Hiệp Mỹ Đông
Hiệp Mỹ Đông là một xã cũ thuộc huyện Cầu Ngang, tỉnh Trà Vinh, Việt Nam.

## Địa lý
Xã Hiệp Mỹ Đông có vị trí địa lý:
- Phía đông giáp xã Mỹ Long Nam
- Phía tây giáp xã Long Sơn
- Phía nam giáp xã Hiệp Mỹ Tây
- Phía bắc giáp xã Mỹ Hòa và xã Thuận Hòa.

Xã Hiệp Mỹ Đông có diện tích 15,60 km², dân số năm 2019 là 5.562 người, mật độ dân số đạt 357 người/km².

## Hành chính
Xã Hiệp Mỹ Đông được chia thành 5 ấp: Cái Già, Cái Già Bến, Cái Già Trên, Khúc Ngay, Rạch.

## Lịch sử
Ngày 10 tháng 12 năm 2003, Chính phủ Việt Nam ban hành Nghị định số số 157/2003/NĐ-CP về việc chia xã Hiệp Mỹ thành xã Hiệp Mỹ Đông và xã Hiệp Mỹ Tây.
Xã Hiệp Mỹ Đông có 1.560,21 ha diện tích tự nhiên và 7.025 nhân khẩu.
Ngày 15 tháng 10 năm 2019, Hội đồng Nhân dân tỉnh Trà Vinh ban hành Nghị quyết 157/NQ-HĐND về việc sáp nhập ấp Đồng Cò vào ấp Khúc Ngay.